# Riegina Moroz
Riegina Wiktorowna Moroz (ros. Реги́на Ви́кторовна Моро́з; ur. 14 stycznia 1987 w Woroneżu) – rosyjska siatkarka, grająca na pozycji środkowej. Od sezonu 2016/2017 występuje w drużynie Sachalin Jużnosachalińsk.

## Sukcesy klubowe
Puchar Rosji:
- 2010, 2012

Mistrzostwo Rosji:
- 2011, 2012, 2013, 2014, 2016
- 2015

Liga Mistrzyń:
- 2014
- 2012

Klubowe Mistrzostwa Świata:
- 2014[2]

## Sukcesy reprezentacyjne
Letnia Uniwersjada:
- 2011

## Nagrody indywidualne
- 2011 - Najlepsza środkowa Pucharu Rosji
- 2014 - Najlepsza środkowa Klubowych Mistrzostw Świata[3]